# Merritt, British Columbia
Merritt är en ort i British Columbia i Kanada. Den hade 7 189 invånare år 2011.

## Kända personer från Merritt
- William Gibson (1927–2006), ishockeyspelare